# Messier 100
Messier 100 = NGC 4321 ist eine aktive Balken-Spiralgalaxie mit ausgedehnten Sternentstehungsgebieten vom Hubble-Typ SBbc im Sternbild Haar der Berenike am Nordsternhimmel. Sie ist schätzungsweise 68 Millionen Lichtjahre von der Milchstraße entfernt. Die Entfernungsmessungen basierend auf den Radialgeschwindigkeiten stimmen nicht mit den rotverschiebungsunabhängigen Entfernungsschätzungen von 53 ± 10 Millionen Lichtjahren überein.
Unter der Katalogbezeichnung VCC 596 wird sie als Mitglied des Virgo-Galaxienhaufens aufgeführt und liegt in dessen äußersten nördlichen Teil. Wie fast alle Spiralgalaxien befindet sich M 100 also weit vom dicht besiedelten Zentrum des Galaxienhaufens entfernt. Unter den Spiralgalaxien dieses Haufens ist sie die hellste. 

Im selben Himmelsareal befinden sich u. a. die Galaxien NGC 4312, NGC 4322, NGC 4328, IC 783.
Da ihre galaktische Ebene um mehr als 60 Grad gegen die Sichtlinie geneigt ist, haben wir eine sehr gute Sicht auf die galaktische Scheibe. Dadurch wird sie zu einem idealen Untersuchungsobjekt für alle Fragen, die Spiralgalaxien des Virgo-Haufens betreffen. Insbesondere im H0 Key Project zur Messung der Hubble-Konstante H0 mit dem Hubble-Weltraumteleskop wurde M 100 daher als erste Spiralgalaxie dieses Haufens in Einzelsterne aufgelöst. Im Rahmen dieser Untersuchung konnten Cepheiden identifiziert werden, durch deren Perioden-Leuchtkraft-Beziehung die Entfernung von M 100 auf 55 Millionen Lichtjahre bestimmt werden konnte. Diese Entfernung ist wahrscheinlich etwas geringer als die Entfernung des Haufenzentrums.
Die Supernovae SN 1901B (Typ I), SN 1914A, SN 1959E (Typ I), SN 1979C (Typ IIL), SN 2006X (Typ Ia) und SN2019ehk wurden hier entdeckt, wobei SN 1979C wegen ihrer noch heute anhaltenden Röntgenstrahlung außergewöhnlich ist.
M 100 ist zudem die Hauptgalaxie der kleinen Untergruppe Holm 387 innerhalb des Virgo-Haufens, zu dem weiterhin vornehmlich Zwerggalaxien gehören.

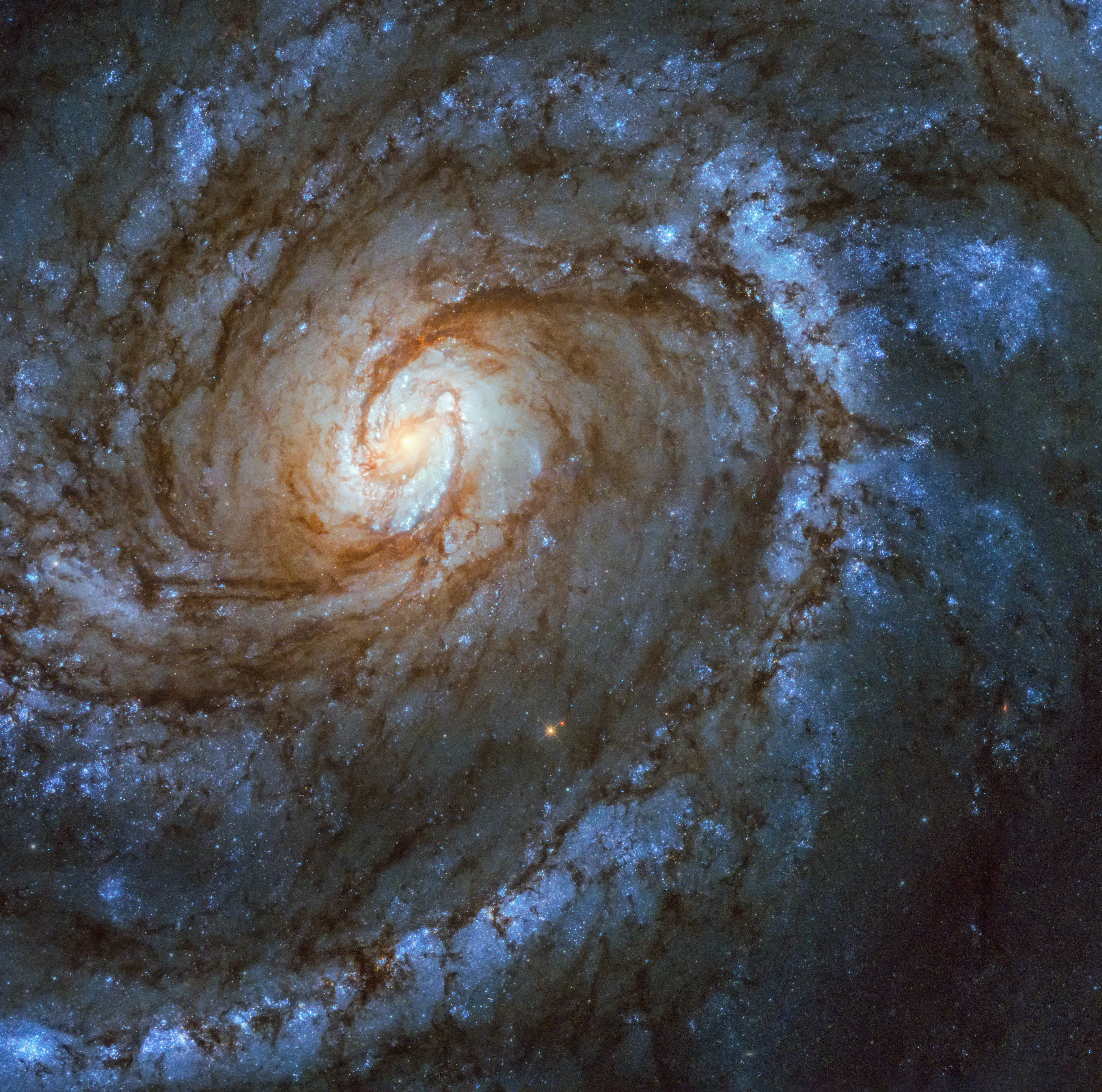
Hochaufgelöste Aufnahme des Zentrums, Hubble-Weltraumteleskop
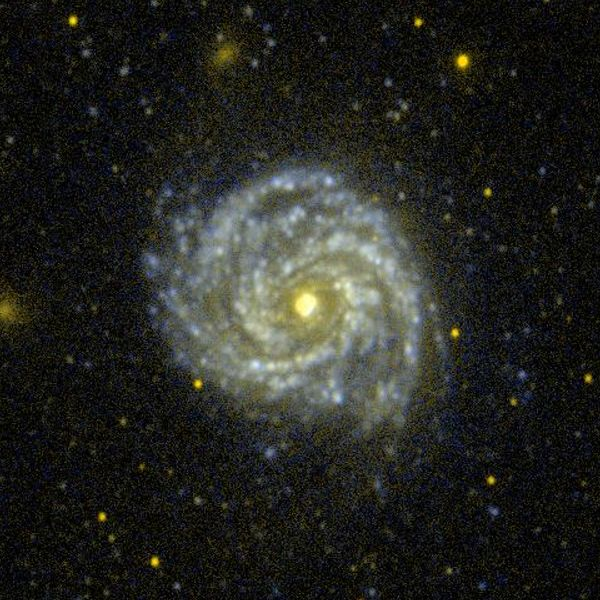
Ultraviolettaufnahme mittels GALEX
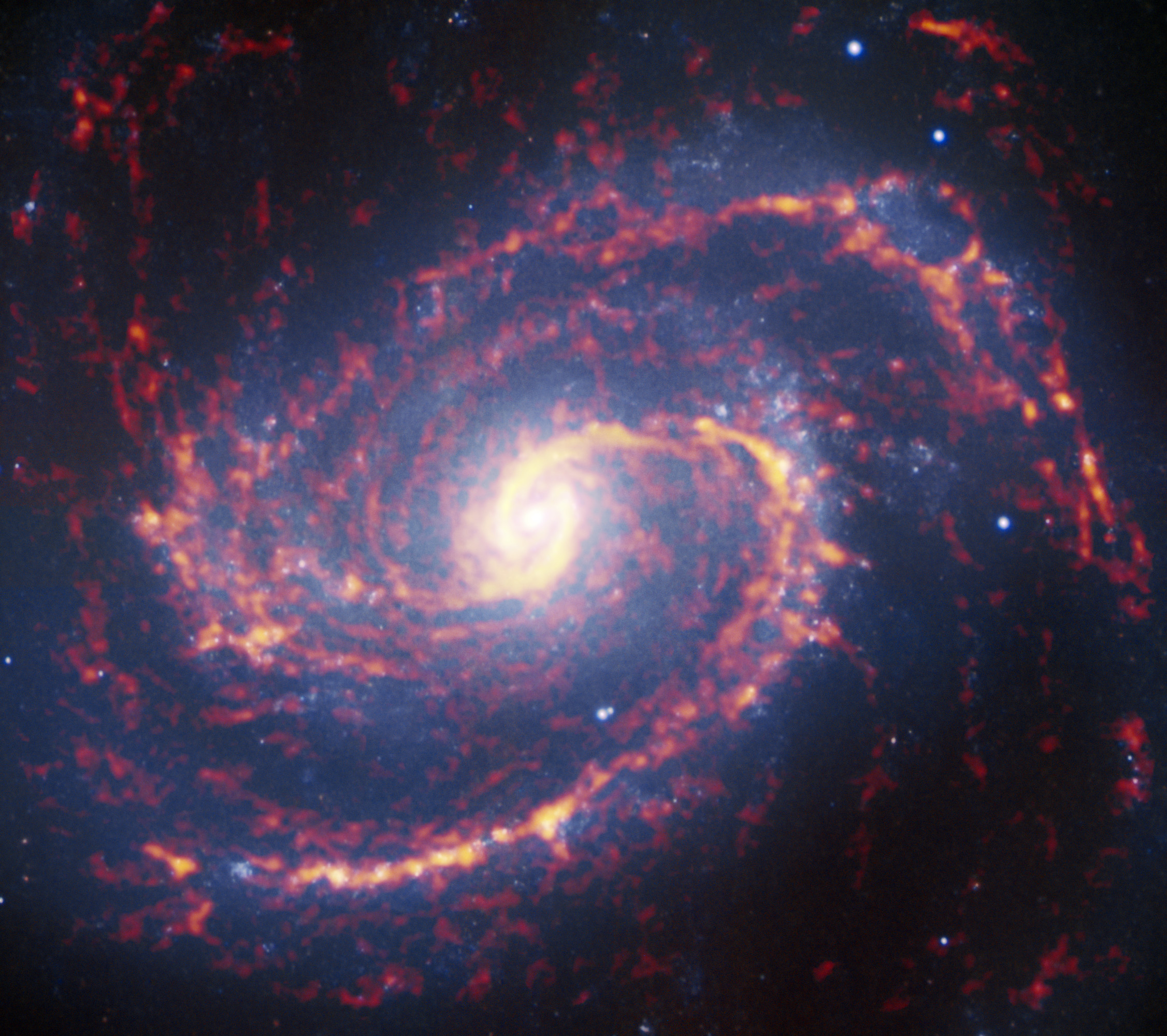
Messier 100 im nahen Infrarot und im Millimeterbereich
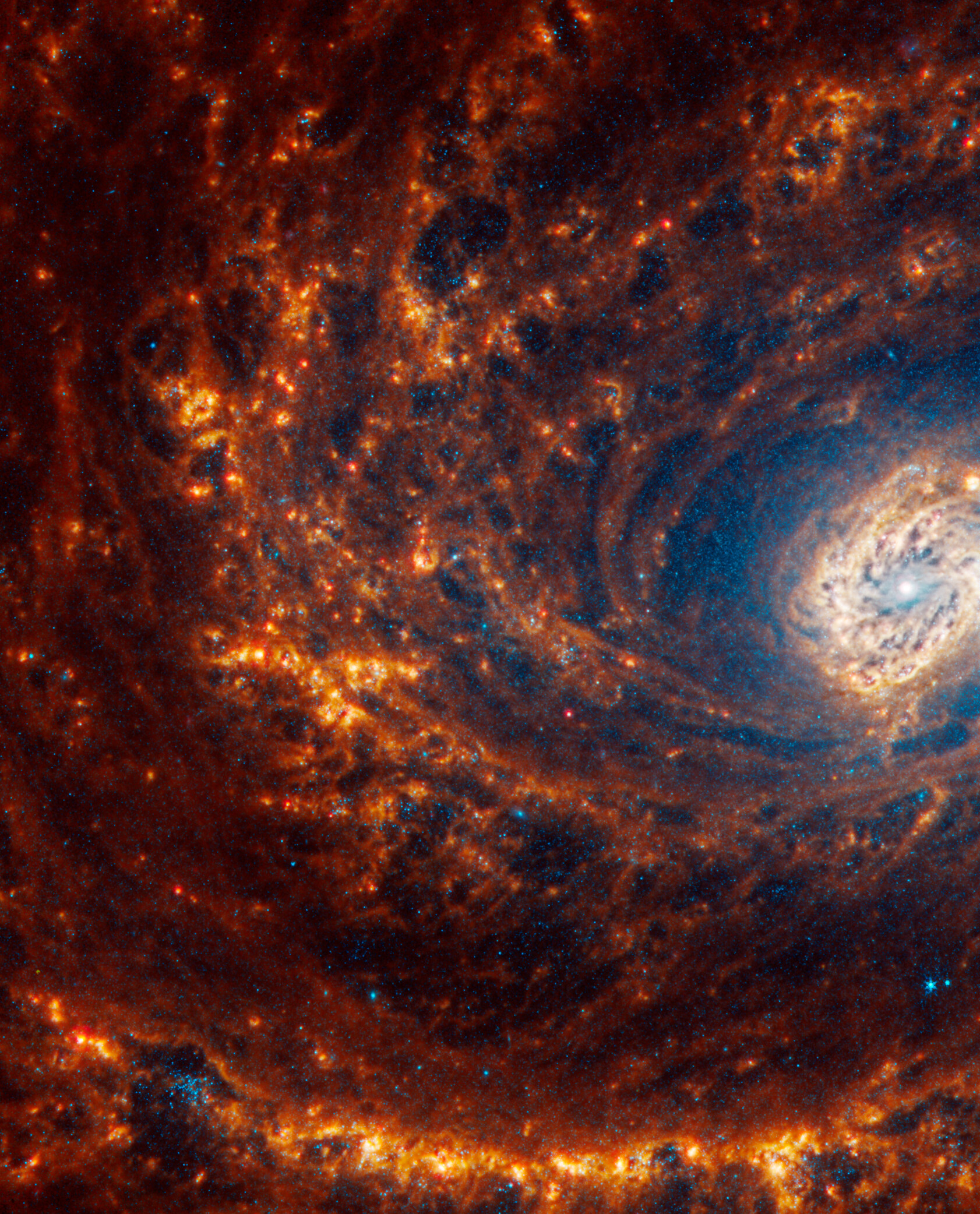
Infrarotaufnahmen mithilfe des James-Webb-Weltraumteleskops

## Entdeckung
Das Objekt wurde am 15. März 1781 von dem französischen Astronomen Pierre Méchain entdeckt.